# Jacek Krzynówek
Jacek Kamil Krzynówek (* 15. května 1976, Kamieńsk, Polsko) je bývalý polský fotbalista a reprezentant. Hrál na postu záložníka. V letech 2003 a 2004 získal v Polsku ocenění „Fotbalista roku“. Je členem Klubu Wybitnego Reprezentanta, který sdružuje polské fotbalisty s 60 a více starty za národní tým.

## Klubová kariéra
V Polsku hrál za kluby GKS Bełchatów, RKS Radomsko a Raków Częstochowa. V roce 1999 odešel do Německa, kde působil v klubech 1. FC Norimberk, Bayer 04 Leverkusen, VfL Wolfsburg a Hannover 96.

## Reprezentační kariéra
10. listopadu 1998 debutoval v A-mužstvu Polska v přátelském zápase s domácím Slovenskem, Poláci vyhráli v Bratislavě 3:1. Jacek se dostal na hřiště v 85. minutě za stavu 3:1.
Zúčastnil se Mistrovství světa 2002 v Japonsku a Jižní Koreji, Mistrovství světa 2006 v Německu a Eura 2008 v Rakousku a Švýcarsku. V kvalifikaci na Mistrovství světa 2006 nastřílel 4 branky, stejného počtu dosáhl i v kvalifikaci na Euro 2008.
Za polský národní tým odehrál v letech 1998–2009 celkem 96 utkání, v nichž vstřelil 15 branek.

### EURO 2008
Na Mistrovství Evropy 2008 konaném v Rakousku a Švýcarsku odehrál všechny tři zápasy polského týmu (vedeného nizozemským trenérem Leo Beenhakkerem) na šampionátu, postupně 8. června proti Německu (porážka 0:2), 12. června proti Rakousku (remíza 1:1) a 16. června proti Chorvatsku (porážka 0:1). Polsko se do čtvrtfinále neprobojovalo, obsadilo se ziskem 1 bodu poslední čtvrté místo základní skupiny B.